# Le Pianiste virtuose

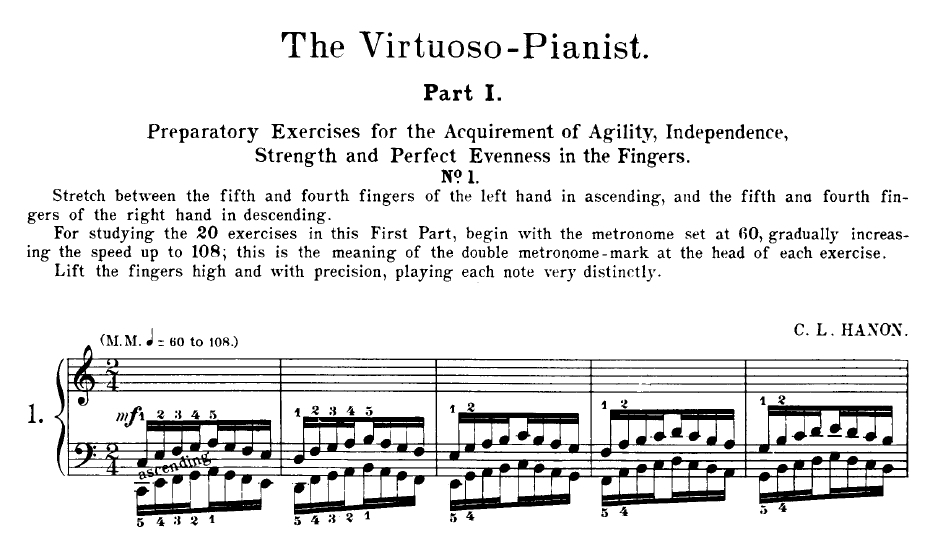
extrait du "pianiste virtuose".

Le Pianiste virtuose par Charles-Louis Hanon (titre complet : Le Pianiste virtuose en 60 exercices, calculés pour acquérir l'agilité, l'indépendance, la force et la plus parfaite égalité des doigts ainsi que la souplesse des poignets) est un ensemble d'exercices techniques destinées à perfectionner le jeu pianistique du musicien.
Publié pour la première fois à Boulogne en 1873, Le Pianiste virtuose est l'ouvrage le plus connu de Charles-Louis Hanon, et est encore largement utilisé par les professeurs de piano et les élèves. 

## Introduction
L'introduction exprime l'objectif de cet ouvrage.
En voici un résumé :
De nos jours, l'étude du piano est si répandue et les bons pianistes sont tellement nombreux, qu'on ne tolère plus de médiocrité dans le jeu pianistique. 
Étudier insuffisamment le piano produit un jeu pianistique incorrect (par manque de précision rythmique), maladroit (à cause de la raideur des doigts et des poignets), exécuté laborieusement (à cause de la fatigue musculaire), donc inexpressif… La main gauche est "gauche" à tous les sens du terme, les 4e et 5e doigts sont faibles et raides…
Pour avoir un bon niveau, il est nécessaire d'étudier le piano pendant au moins 8 à 10 ans. 
Or peu de gens sont à même de consacrer autant d'années à l'étude de cet instrument. 
Il existe une solution qui permet d'obtenir un bon niveau pianistique en beaucoup moins de temps : ce sont les exercices de virtuosité, réunis dans cet ouvrage.
Après les avoir déchiffrés, il faut les jouer rapidement pour plus d'efficacité. 
Ils permettent d'exercer les dix doigts afin de les muscler, d'assouplir les poignets, d'acquérir l'indépendance des doigts et la force musculaire, et d'être progressivement capable de bien jouer toutes les œuvres pianistiques, même les plus difficiles.
Cet ouvrage est destiné à tous les élèves pianistes, depuis un niveau presque débutant jusqu'à un niveau élevé.
Les pianistes et professeurs qui n'ont pas le temps ou la possibilité de s'entraîner suffisamment, retrouveront rapidement un jeu pianistique virtuose grâce à ces exercices.
Un pianiste qui répète ces exercices tous les jours pendant quelque temps, réussira à avoir un jeu pianistique net, précis et « perlé » comme celui des concertistes.
Cet ouvrage permet de résoudre toutes les difficultés techniques du jeu pianistique.

## Variantes rythmiques
Après une page d'introduction, l'ouvrage propose plusieurs variantes rythmiques applicables aux 35 premiers exercices (dont la variante no 13, qui permet de travailler le rythme swing caractéristique de beaucoup de morceaux de jazz).

## Vue d'ensemble des exercices
Le Pianiste virtuose contient de nombreux exercices de virtuosité en do majeur, très techniques et qu'il faut à jouer avec beaucoup de régularité rythmique car ils sont écrits en doubles-croches (mais avec plusieurs variantes rythmiques possibles pour chacun), puis des gammes et arpèges (dans toutes les tonalités majeures et mineures), et enfin des exercices de plus en plus difficiles techniquement, à base de doubles-notes ou d'accords parfaits (renversés ou non), etc.
Les exercices sont divisés en trois parties.
- Première partie (1-20) : exercices préparatoires pour l'agilité, l'indépendance, la force et la plus parfaite égalité de doigts
- Deuxième partie (21-43) : exercices transcendants pour préparer les doigts aux exercices du virtuose
- Troisième partie (44-60) : exercices du virtuose calculés pour arriver à exécuter les plus grandes difficultés du mécanisme

## Utilité de cet ouvrage
Plusieurs générations de pianistes du monde entier (dont de très nombreux professeurs de piano et concertistes) ont déjà utilisé cet ouvrage. 
En effet, il permet d'atteindre progressivement la virtuosité et ce que l'on appelle le « jeu perlé », qui évoque un jeu pianistique articulé de façon extrêmement précise et nette (sur le plan rythmique), chaque note de musique étant comparable à une des perles d'un collier.
Actuellement, cet ouvrage de référence est toujours utilisé par la très grande majorité des professeurs dans les conservatoires de musique français, et considéré comme indispensable pour acquérir un jeu pianistique précis, virtuose et de qualité. Ces exercices sont habituellement pratiqués au début de chaque cours de piano, comme on le ferait pour un échauffement ou un entraînement sportif.
Certains professeurs remplacent ces exercices par des gammes et des arpèges, ou encore par des études.

## Critiques
Certains (pianistes, professeurs de piano ou autres) estiment que l'étude (excessive) de ces exercices de virtuosité produit parfois un jeu pianistique trop réducteur, mécanique et martelé (comme si le pianiste tapait à la machine au lieu de faire de la musique), et que la musicalité (l'aspect artistique, incluant l'expressivité, les nuances, les rubato, etc) doit primer sur la virtuosité (l'aspect technique). 
De plus, cet ouvrage peut sembler très austère pour les plus jeunes élèves ainsi que pour les débutants.
C'est pourquoi il existe un ouvrage dérivé, conçu par Armand Ferté et intitulé Le Jeune pianiste virtuose en 40 exercices, qui propose ces exercices adaptés de façon plus agréable à déchiffrer, plus lisibles et plus accessibles aux enfants et aux pianistes débutants.
Le pianiste Philippe Cassard qualifie cette méthode de «  calamiteuse » et qui est « aujourd'hui dans le monde entier la risée des autres pays ». Selon lui, la limite de cette méthode est « qu'elle ne parle que de mécanismes, c'est-à-dire bouger les doigts, les petits marteaux, enfin tous les poncifs, toutes les pires choses de la plus mauvaise école de piano possible... On ne peut pas décerveler à ce point le piano comme le fait M. Hanon ».

## Ouvrage
Charles-Louis Hanon, Le pianiste virtuose, Schott, 1873, 84 p. (ISMN 979-0-54350-093-8, présentation en ligne)